# Roger Schutz
Roger Schutz, más conocido como Hermano Roger, Roger de Taizé o frère Roger (Provence, cantón de Vaud, Suiza, 12 de mayo de 1915 - Taizé, Francia, 16 de agosto de 2005) fue el fundador y prior de la Comunidad de Taizé ecuménica.

## Vida
De 1937 hasta 1940 cursó estudios de teología protestante en Lausana y Estrasburgo. El 20 de agosto de 1940, después de la derrota del ejército francés y la ocupación alemana de Francia, se estableció en Taizé, donde vivió hasta su muerte, con una interrupción de dos años durante la Segunda Guerra Mundial: se refugió en Suiza ya que tenía que temer la persecución de la Gestapo por haber escondido en su domicilio a judíos y opositores a la ocupación alemana de Francia. Después de la liberación de Borgoña de la ocupación en 1944 volvió a Taizé con tres compañeros y se ocupó allí de huérfanos de guerra, pero también de prisioneros de guerra, lo que le cobró el recelo de los vecinos. En 1949, siete hombres de este círculo -entre ellos Roger Schutz como prior- se comprometieron a la vida en celibato y pobreza. Esta comunidad hoy en día está integrada por más de cien hermanos ortodoxos, protestantes y católicos provenientes de veinticinco países, que viven solo de su trabajo (alfarería, edición de libros religiosos) y no aceptan donaciones. La espiritualidad y la vida consecuente de Roger Schutz y los demás hermanos siempre ha atraído a Taizé a muchos jóvenes de distintos países, como fue el caso de los dieciocho mil jóvenes que celebraron la fiesta de Pascua de 1973 sobre la colina de Taizé. Una de las mayores preocupaciones del hermano Roger fue la reconciliación de los cristianos. Desde agosto de 1971 existe un representante permanente de la comunidad en Roma y con motivo de su visita al patriarca Atenágoras de la Iglesia ortodoxa, éste manifestó que podría confesarse con el prior de Taizé.[cita requerida] Aunque era cristiano protestante, recibió la comunión de manos del obispo católico de Autun en 1972, y fue acercándose a la Iglesia católica sin dar un paso público pleno hacia ella. Posteriormente volvió a recibir comunión del cardenal Ratzinger durante las exequias del Papa Juan Pablo II, lo que algunos interpretaron como una conversión al catolicismo, lo que fue desmentido por la propia Comunidad de Taizé. El hermano Roger murió el 16 de agosto de 2005 después de ser apuñalado por una mujer rumana, al parecer enferma mental, durante la oración vespertina en la iglesia de la Reconciliación de Taizé. El sucesor del hermano Roger como prior de Taizé es el hermano Alois, elegido por el fundador 8 años antes de su muerte.

## Premios y galardones
- 1974 Premio Templeton

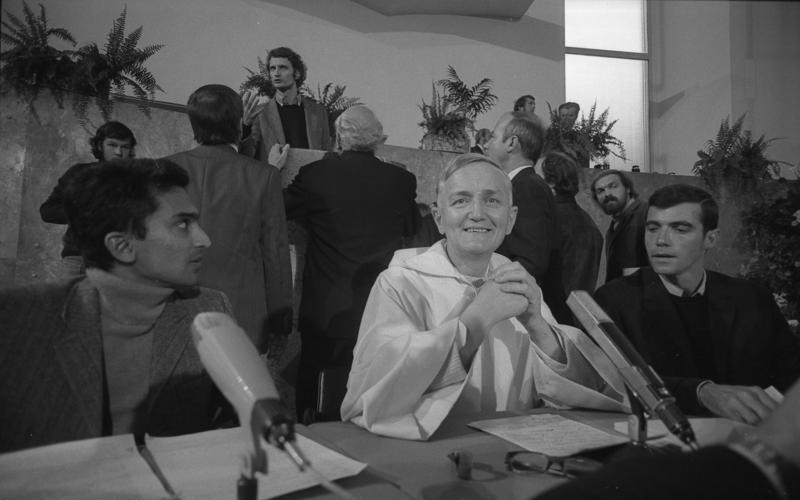
Entrega del Premio de la Paz del Comercio Librero Alemán a Roger Schütz, en calidad de fundador y prior de la hermandad ecuménica de Taizé, por el presidente de la Asociación de Libreros, Dr. Ernst Klett, en presencia del presidente de Alemania Occidental, Walter Scheel, en la iglesia de St. Paul.

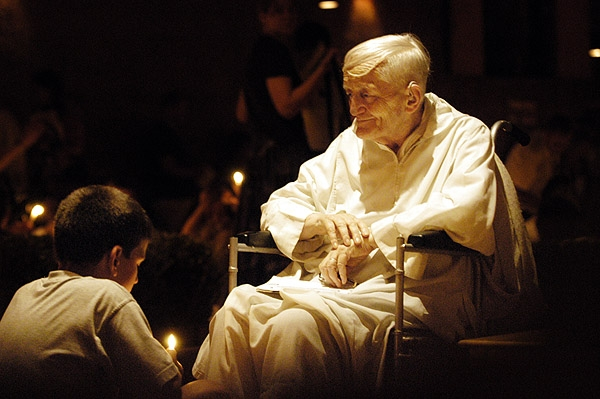
El hermano Roger, en oración.

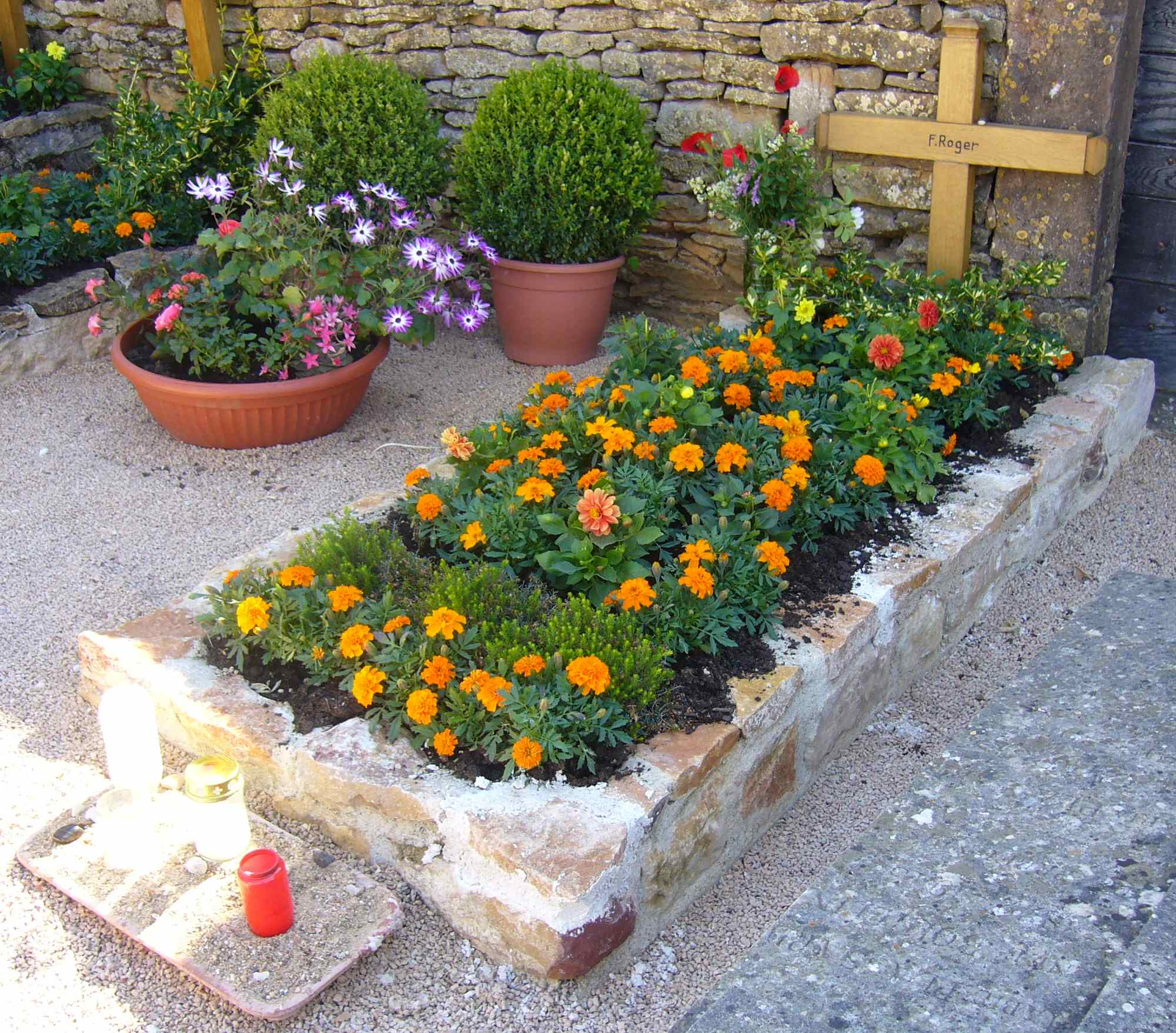
Tumba del Hermano Roger en el cementerio de Taizé.

- 1974 Premio de la Paz del Comercio Librero Alemán
- 1986 Doctor honoris causa de la Universidad de Varsovia
- 1988 Premio UNESCO de Educación por la Paz. Lo recibió de manos del entonces Director de la UNESCO Federico Mayor, en enero de 1989, con ocasión del encuentro de Paris. Lo acompañaron sus hermanos y los permanentes de la Comunidad.Daniel del más casanovas.
- 1989 Premio Carlomagno de la ciudad de Aquisgrán
- 1992 Giovani Florin Constantin.

- 1996 Notre Dame Award